# Сарр, Исмаила
Исмаила́ Сарр (фр. Ismaïla Sarr; родился 25 февраля 1998, Сен-Луи) — сенегальский футболист, вингер английского клуба «Кристал Пэлас» и национальной сборной Сенегала.

## Клубная карьера
Является воспитанником сенегальской школы «Женерасьон Фут». Летом 2016 года подписал пятилетний контракт с французским клубом «Мец». 13 августа 2016 года дебютировал в Лиге 1 поединком против «Лилля», выйдя на замену на 70-й минуте вместо Флорана Молле. Первый гол за «Мец» Сарр забил 2 февраля 2017 года в матче 24-го тура с «Дижоном».
26 июля 2017 года Сарр перешёл в «Ренн», подписав четырёхлетний контракт. Сумма сделки составила 17 млн евро. Первый матч за новый клуб вингер провёл 5 августа в рамках 1-го тура чемпионата 2017/18 против «Труа», открыл счёт забитых за «Ренн» мячей 26 августа в поединке 4-го тура с «Тулузой».
8 августа 2019 года перешёл в английский клуб «Уотфорд» за 30 млн фунтов (клубный рекорд).

## Карьера в сборной
Летом 2019 года на Кубке африканских наций в Египте, Исмаила был вызван в состав своей национальной сборной. В третьем матче против Кении отличился забитым голом на 63-й минуте, а команда победила 3:0.
11 ноября 2022 года был включён в официальную заявку сборной Сенегала для участия в матчах чемпионата мира 2022 года в Катаре.

## Статистика выступлений

### Клубная
| Выступление      | Выступление      | Выступление      | Лига | Лига | Кубок | Кубок | Кубок лиги | Кубок лиги | Еврокубки | Еврокубки | Итого | Итого |
| Клуб             | Лига             | Сезон            | Игры | Голы | Игры  | Голы  | Игры       | Голы       | Игры      | Голы      | Игры  | Голы  |
| ---------------- | ---------------- | ---------------- | ---- | ---- | ----- | ----- | ---------- | ---------- | --------- | --------- | ----- | ----- |
| Мец              | Лига 1           | 2016/17          | 31   | 5    | 0     | 0     | 2          | 0          | 0         | 0         | 33    | 5     |
| Мец              | Итого            | Итого            | 31   | 5    | 0     | 0     | 2          | 0          | 0         | 0         | 33    | 5     |
| Ренн             | Лига 1           | 2017/18          | 24   | 5    | 1     | 0     | 2          | 0          | 0         | 0         | 27    | 5     |
| Ренн             | Лига 1           | 2018/19          | 35   | 8    | 5     | 1     | 1          | 0          | 9         | 4         | 50    | 13    |
| Ренн             | Итого            | Итого            | 59   | 13   | 6     | 1     | 3          | 0          | 9         | 4         | 77    | 18    |
| Уотфорд          | Премьер-лига     | 2019/20          | 28   | 5    | 0     | 0     | 2          | 1          | 0         | 0         | 30    | 6     |
| Уотфорд          | Чемпионшип       | 2020/21          | 39   | 13   | 1     | 0     | 0          | 0          | 0         | 0         | 40    | 13    |
| Уотфорд          | Премьер-лига     | 2021/22          | 22   | 5    | 0     | 0     | 0          | 0          | 0         | 0         | 22    | 5     |
| Уотфорд          | Чемпионшип       | 2022/23          | 39   | 10   | 0     | 0     | 0          | 0          | 0         | 0         | 39    | 10    |
| Уотфорд          | Итого            | Итого            | 128  | 33   | 1     | 0     | 2          | 1          | 0         | 0         | 131   | 34    |
| Всего за карьеру | Всего за карьеру | Всего за карьеру | 218  | 51   | 7     | 1     | 7          | 1          | 9         | 4         | 241   | 57    |

## Достижения

### Командные
«Кристал Пэлас»
- Обладатель Кубка Англии: 2024/25
- Обладатель Суперкубка Англии: 2025

Сборная Сенегала
- Обладатель Кубка африканских наций: 2021

### Награды
- Гранд-офицер Национального ордена Льва (Сенегал) (2022)